# Upirów
Upirów (biał. Упірава, Upirawa; ros. Упирово, Upirowo) – wieś na Białorusi, w obwodzie brzeskim, w rejonie janowskim, w sielsowiecie Opol.

## Historia
W XIX i w początkach XX w. położony był w Rosji, w guberni grodzieńskiej, w powiecie kobryńskim, w gminie Motol.
W dwudziestoleciu międzywojennym leżał w Polsce, w województwie poleskim, w powiecie drohickim, w gminie Motol. W 1921 wieś liczyła 475 mieszkańców, zamieszkałych w 85 budynkach. Wszyscy oni byli tutejszymi wyznania prawosławnego.
Po II wojnie światowej w granicach Związku Sowieckiego. Od 1991 w niepodległej Białorusi.